# Fissidens valiae
Fissidens valiae är en bladmossart som beskrevs av Potier de la Varde 1946. Fissidens valiae ingår i släktet fickmossor, och familjen Fissidentaceae. Inga underarter finns listade i Catalogue of Life.